# 米爾克里克鎮區 (阿肯色州富蘭克林縣)
米爾克里克鎮區（英語：Mill Creek Township）是位於美國阿肯色州富蘭克林縣的一個行政鎮區。

## 地方資料
米爾克里克鎮區的面積為57.74平方千米，當中陸地面積為55.91平方千米，而水域面積為1.93平方千米。根據2010年美國人口普查的數據，當地共有人口242人，而人口密度為每平方千米4.19人。